# Moravany (okres Pardubice)
Moravany jsou vesnice v okresu Pardubice, která leží 14 kilometrů východně od krajského města. Obcí prochází 50. rovnoběžka, nachází se tedy na stejné souřadnici jako Praha. Žije zde přibližně 1 900 obyvatel. K významným památkám patří kostel sv. Petra a Pavla.

## Historie
První písemná zmínka o obci pochází z roku 1244. Dříve zde byla vystavena tvrz okolo, které byla malá osada. Dále zde byla zájezdní hospoda (dnes administrativní budova zemědělského družstva). Zastavovali zde formani během jejich cest s jejich koňskými nebo volskými potahy a nákladem zboží po Trstenické stezce.

## Části obce
- Moravany
- Čeradice
- Moravanský
- Platěnice
- Platěnsko
- Turov

V letech 1850–1910 k obci patřila i Bělešovice.

## Pamětihodnosti
- Kostel sv. Petra a Pavla
- Pomník obětem I. a II. světové války

## Doprava
Do obce vedou silnice III. třídy.
Obec leží na železniční trati Praha – Česká Třebová. Místní železniční stanice je železniční křižovatkou s tratí Chrudim – Holice – Borohrádek.
19. května 2008 se v železniční stanici stala železniční nehoda, když staniční zabezpečovací zařízení vyhodnotilo obsazenou popískovanou kolej jako volnou; zahynul strojvůdce lokomotivy. Nehoda aktivizovala odborové organizace strojvůdců a průběh a závěry jejího šetření se staly jádrem medializovaného sporu mezi Drážní inspekcí a jejím zřizovatelem Ministerstvem dopravy.[zdroj?]